# Barsa, Idlib
Barsa, Idlib (tiếng Ả Rập: البرسة) là một ngôi làng Syria nằm ở Maarrat al-Nu'man Nahiyah ở huyện Maarrat al-Nu'man, Idlib. Theo Cục Thống kê Trung ương Syria (CBS), Barsa, Idlib có dân số 1614 trong cuộc điều tra dân số năm 2004.